# Coelomys
Coelomys là một phân chi của chi chuột gặm nhấm Mus trong họ Muridae, các loài trong phân chi này là những loài bản địa của vùng Đông Nam Á. Đây là phân chi có địa bàn phân bố trải khá rộng ở châu Á.

## Các loài
Phân chi chuột này bao gồm các loài sau đây:
- Mus crociduroides – Chuột nhắt chù Sumatra (sinh sống ở miền Tây Sumatra của Indonesia)
- Mus mayori – Chuột Mayor (phân bố ở Sri Lanka)
- Mus pahari – Chuột nhắt chù Gairdner, hay chuột nhắt chù Đông Dương hay chuột Sikkim (phân bố ở Tây Bắc Ấn Độ cho đến miền nam của vùng Cao Miên và miền Bắc của Việt Nam)
- Mus vulcani – chuột núi lửa, chuột nhắt chù Java (phân bố ở miền Tây Java của Indonesia)